# Mai 1944
Les événements concernant la Seconde Guerre mondiale sont détaillés dans l'article Mai 1944 (Seconde Guerre mondiale).

## Évènements
- premier bombardements de B 29 américains sur le Kyūshū ;
- début de la quatrième bataille de Changsha en Chine.

- 6 mai :
  - Gandhi est libéré. Il essaye en vain de traiter avec Jinnah.
  - Premier vol du planeur intercepteur allemand Blohm & Voss BV 40.

- 8 mai :
  - le jour-J pour l'opération Overlord fixé au 5 juin ;
  - Costa Rica : Calderón, qui s’appuie sur les communistes et l’Église catholique, fait élire président du Costa Rica Teodoro Picado Michalski au terme d’une procédure frauduleuse (fin en 1948).

- 9 mai :
  - le dictateur salvadorien Maximiliano Hernández Martínez est renversé ;
  - Chine : début de la bataille de Henan-Hunan-Guangxi. Les Japonais lancent une offensive dans le Henan et franchissent le fleuve Jaune.

- 10 mai : déclaration de Philadelphie.

- 11 mai, Italie : déclenchement à 23 heures de l’offensive finale des Alliés entre le mont Cassin et la mer Tyrrhénienne. L’objectif est d’éliminer toutes les troupes allemandes au sud de Rome.

- 16 mai : révolte des Tsiganes déportés du camp de Birkenau, dont Hugo Höllenreiner, rescapé survivant des persécutions envers les Tsiganes pendant la Seconde Guerre mondiale, en Allemagne nazie, a pu témoigner

- 18 mai : les Britanniques occupent Cassino. Les ruines du monastère bénédictin du Monte Cassino tombent aux mains d’un régiment polonais. Les Américains avancent sur la côte. La bataille de Cassino menée depuis janvier a coûté 115 000 hommes aux Alliés.
- 19 mai : fin de la bataille du Monte Cassino.

- 20 mai[1] : accords du Liban. Unification de principe de la résistance grecque et du gouvernement.

- 25 mai : référendum en Islande qui décide de l'indépendance totale vis-à-vis du Danemark.

- 26 mai : incendie de la Bibliothèque municipale de Chartres.

- 26 au 31 mai : bombardements aériens alliés sur de nombreuses villes françaises.

- 27 mai : bombardements alliés sur Marseille.

- 28 mai - 31 mai : Revolución del 28 de mayo. Une rébellion populaire ramène au pouvoir en Équateur le leader populiste en exil José María Velasco Ibarra. Il tente de démocratiser le régime (Constitution et élections en 1945).

## Naissances
- 1er mai : Moé Makosso IV, ancien souverain du Royaume de Loango († 23 décembre 2020).
- 4 mai : Dave, chanteur français, né aux Pays-Bas.
- 7 mai : Paul Desfarges, évêque catholique français, jésuite et archevêque émérite d'Alger (Algérie).
- 10 mai : Marie-France Pisier, actrice française († 24 avril 2011).
- 14 mai : George Lucas, réalisateur américain.
- 16 mai : Danny Trejo, acteur américain.
- 19 mai : Verckys Kiamuangana Mateta, Compositeur, musicien et chef d'orchestre congolais († 13 octobre 2022).
- 20 mai : David Walker, astronaute américain († 23 avril 2001).
  - Joe Cocker, chanteur de blues-rock, acteur et compositeur britannique († 22 décembre 2014).
- 24 mai : Patti LaBelle, chanteuse et actrice américaine.
- 25 mai : Pierre Bachelet, chanteur et compositeur français († 15 février 2005).
- 27 mai : 
  - Alain Souchon, chanteur, compositeur et acteur français.
  - Issad Rebrab, homme d'affaires algérien.
- 28 mai :
  - Paul D. Scully-Power, astronaute de double nationalité américaine/australienne.
  - Jean-Pierre Léaud, acteur français.
- 29 mai : 
  - Yves Monot, évêque catholique français, évêque d'Ouesso (Congo Brazzaville).
  - Helmut Berger, acteur autrichien († 18 mai 2023).
- 31 mai : Jean C. Baudet, philosophe belge.

## Décès
- 5 mai : 
  - Eric Edenwald, résistant français de la police municipale de Colmar (°27 décembre 1909).
  - Frédéric Hunsinger, résistant français de la police municipale de Colmar (°23 novembre 1907).
  - Alphonse, Ambroise Hurth, résistant français, employé municipal de la ville de Colmar (°8 décembre 1908).
- 10 mai : Karl Lederer, résistant autrichien au nazisme (° 22 septembre 1909).
- 20 mai : Fraser Barron DSO & Bar, DFC, DFM, pilote néo-zélandais (° 9 janvier 1921).